# Mapa geologiczna
     Tarcze kontynentalne
     Platformy kontynentalne
     Orogeny
     Baseny
     Skały wylewne
     Przedłużenia płyt
     0-20 mln lat
     20-65 mln lat
     >65 mln lat

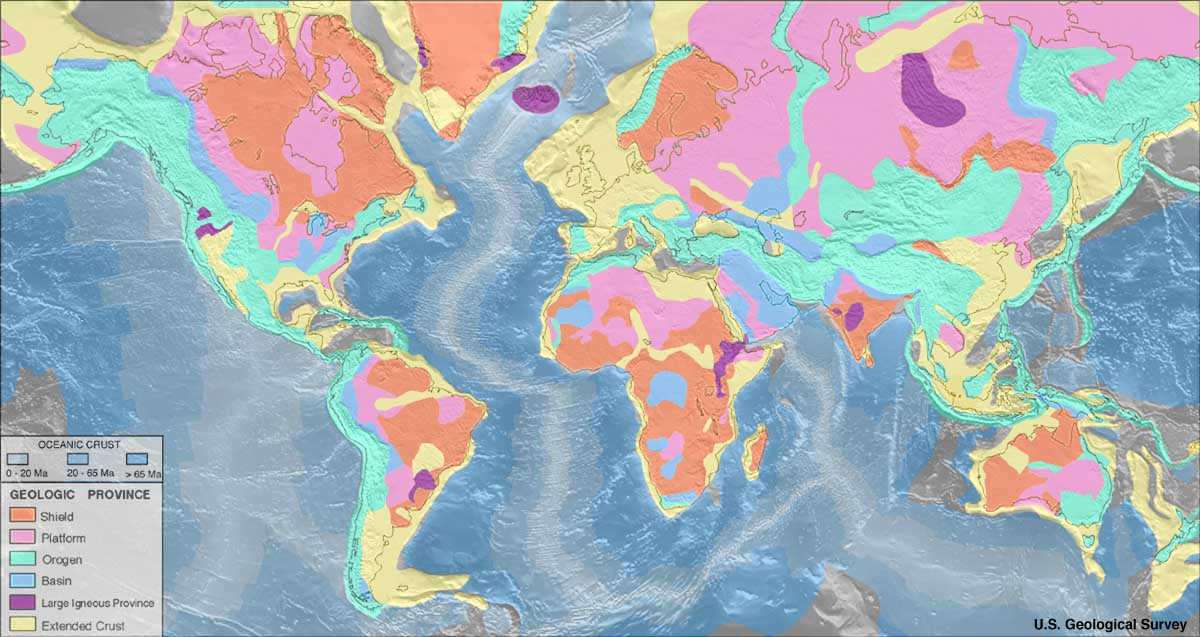
Mapa przedstawiająca prowincje geologiczne świata
Płyty kontynentalne
Tarcze kontynentalne
Platformy kontynentalne
Orogeny
Baseny
Skały wylewne
Przedłużenia płyt
Płyty oceaniczne
0-20 mln lat
20-65 mln lat
>65 mln lat

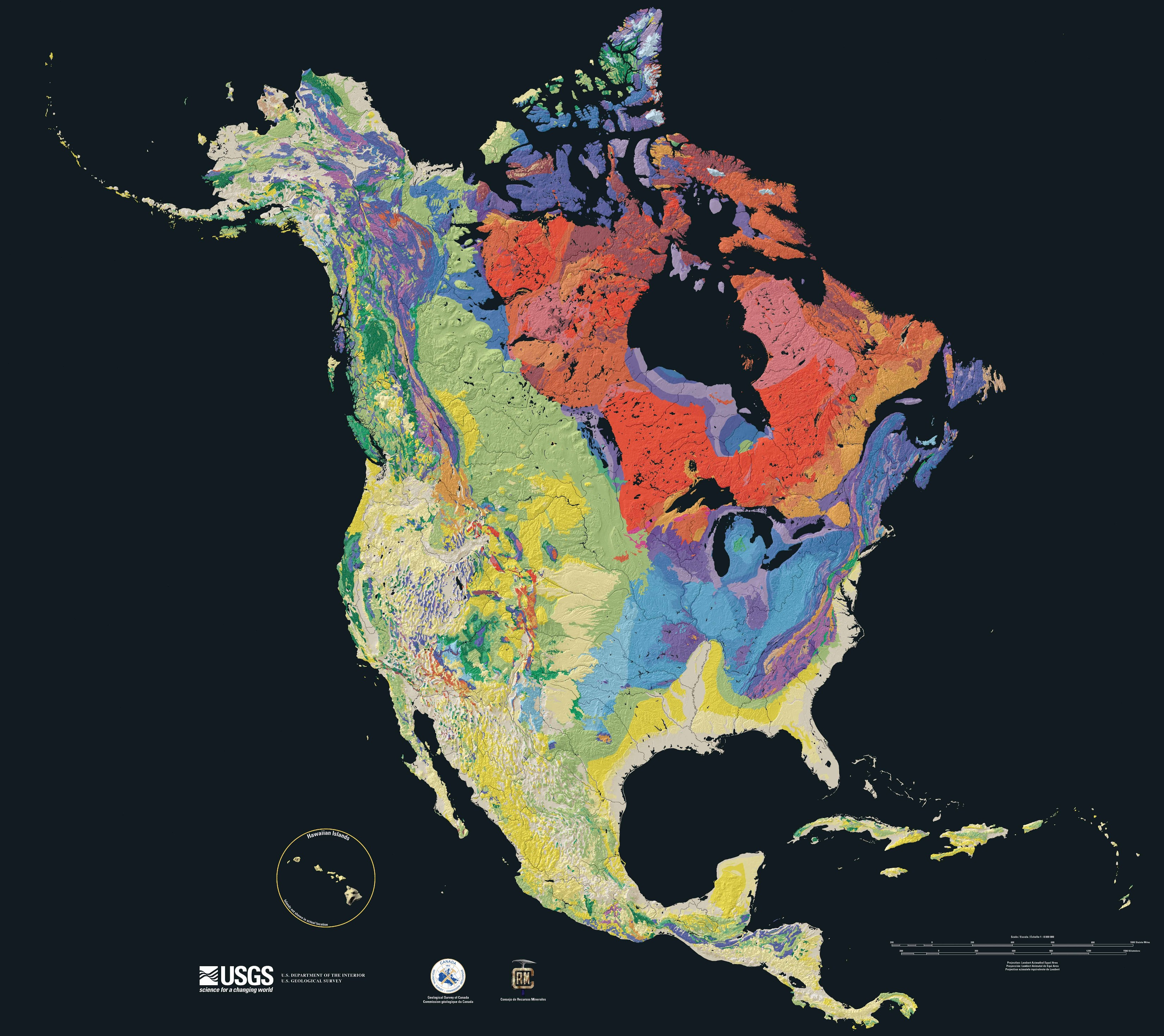
Geologiczna mapa Ameryki Północnej. Kolory nie odpowiadają międzynarodowemu standardowi.

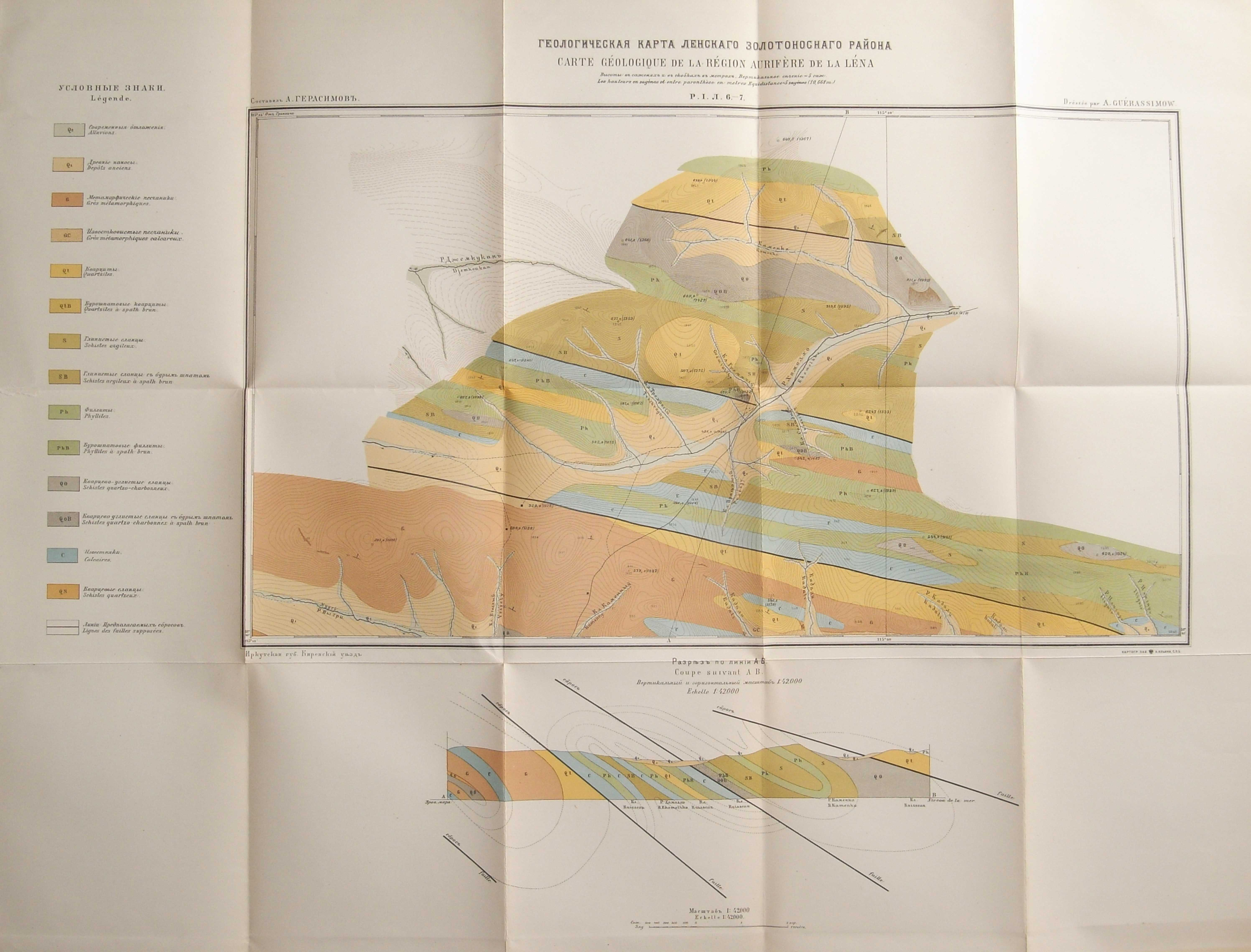
Geologiczna mapa regionu rzeki Witim na Syberii (Gerasimov 1910).

Mapa geologiczna jest przykładem mapy tematycznej. Na mniej lub bardziej uproszczonym podkładzie topograficznym za pomocą kolorów przedstawiona jest treść geologiczna.
Na mapie geologicznej pewna cecha skał budujących skorupę ziemską jest oznaczana odpowiednim kolorem. Najczęściej jest to wiek skał:
     czwartorzęd,
     neogen,
     paleogen,
     kreda,
     jura,
     trias,
     perm,
     karbon,
     dewon,
     sylur,
     ordowik,
     kambr,
     proterozoik,
     archaik.
Rzadziej kolor obrazuje rodzaj skał, lub obie cechy są ukazane na mapie razem.
Ponadto stosuje się kolor intensywnie czerwony do zobrazowania wystąpień skał magmowych, przeważnie bez względu na ich wiek. Piętra danego okresu są przedstawione w tym samym kolorze, np. zielonym, lecz z różną intensywnością od najciemniejszych dla pięter starszych do jasnozielonych dla pięter najmłodszych.

## Podział map
Ze względu na treść mapy geologiczne dzielimy na:
- ogólnogeologiczne,
- geologiczne odkryte,
- geologiczne zakryte,
- stratygraficzne,
- tektoniczne,
- złożowe,
- geologiczno-inżynierskie,
- geologiczno-gospodarcze,
- hydrogeologiczne.

Ze względu na skalę mapy geologiczne dzielimy na:
- ogólne, 1 : 1000000 i powyżej;
- przeglądowe (od 1:100 000 do 1:1 000 000)
- szczegółowe (1:10 000, 1:25 000, 1:50 000)
- plany geologiczne (1:5 000)